# Makamba (Provinz)
Makamba ist die südlichste Provinz Burundis. Ihre Hauptstadt heißt ebenfalls Makamba. Die Provinz grenzt im Osten an Tansania und im Westen an die Demokratische Republik Kongo bzw. den Tanganjikasee.
Die Bevölkerungsdichte lag 1990 bei 100 bis 150 Einwohner je km². Makamba hat eine Fläche von 1.959,60 km² und 2007 eine Bevölkerung von 549.000.
Die Land- und Forstwirtschaft besteht aus Anbaugebieten und Tierhaltung und im Osten aus Grassavanne mit Waldinseln. Im westlichen Ufergebiet am Tanganjikasee gibt es auch Fischerei und Anbau von Baumwolle und Ölpalmen. Im Norden Makambas gibt es auch kleinere Kaffeeanbaugebiete, im Süden werden Bananen und Gemüse angebaut.
Makamba ist in die sechs Distrikte Kayogoro, Kibago, Mabanda, Makamba, Nyanza-Lac und Vugizo eingeteilt.